# Ľubomír Vážny
Ľubomír Vážny (* 15. července 1957 Žilina) je slovenský politik, současný ředitel Sociální pojišťovny. V období 2006–2010 zastával funkci ministra dopravy, pošt a telekomunikací, v letech 2012–2016 byl místopředsedou vlády pro hospodářství a ekonomiku.

## Život
Roku 1981 absolvoval Slovenskou vysokou školu technickou v Bratislavě, kde studoval na Stavební fakultě na odboru pozemního stavitelství. Do roku 1985 následně působil jako stavbyvedoucí a vývojový pracovník v podniku "Pozemné stavby, š.p. Trnava" a v letech 1981–1994 zprvu jako vedoucí oddělení cen a typizace a později jako technický náměstek a ředitel v podniku "Stavoinvesta HO Banská Bystrica" (od roku 1994 "Stavoinvesta s.r.o. Banská Bystrica").
Je členem předsednictva strany SMER - sociální demokracie, ve volebním období 2002–2006 působil za tuto stranu ve funkci poslance. Ve volbách v roce 2006 byl poslancem zvolen opětovně. Od 4. července 2006 do 8. července 2010 následně působil jako ministr dopravy, pošt a telekomunikací ve Ficově prvním kabinetu.
V komunálních volbách v roce 2010 kandidoval na post primátora Banské Bystrice za volební koalici SMER-SD, SNS a ĽS-HZDS. Primátorem zvolen nebyl a skončil se ziskem 10 443 hlasů na druhém místě za nestraníkem Peterem Gogolou.
Ve Ficově druhé vládě působil od 4. dubna 2012 do roku 2016 ve funkci místopředsedy vlády pro hospodářství a ekonomiku. Od července 2017 je ředitelem Sociální pojišťovny.